# 卡森鎮區 (密歇根州)
卡森鎮區（英語：Kasson Township）是位於美國密歇根州利勒諾縣的一個行政鎮區。

## 地方資料
卡森鎮區的面積為93.80平方千米，當中陸地面積為93.00平方千米，而水域面積為0.80平方千米。根據2020年美國人口普查的數據，當地共有人口1647人，而人口密度為每平方千米17.56人。